# Dodaci prehrani
Dodaci prehrani su proizvodi koji služe povećanoj opskrbi ljudskoj izmjeni tvari određenim nutrijentima ili tvarima na granici lijekova i hrane.

## Rasprava o učinkovitosti i korisnosti
Većina nutricionista se slažu da se dodaci prehrani preporučavaju u slučajevima u kojima je tijelo ima nedostatak pojedinih elemenata ili tvari. Služi za dopunu normalne prehrane, dopune u slučajevima povećane potrebe, ali nipošto nije zamjena za raznovrsnu prehranu.
Oglašavanja i izjave o dodacima prehrani regulirani Uredbom (EZ) br 1924/2006 (zdravstvene tvrdnje) EU.

## Definicija
Skupina proizvoda dotataka prehrane Pravom Europske unije je definirana direktivom parlamenta 2002|46.
Dodacima prehrani smatra se hrana čija je svrha dopuniti uobičajenu prehranu, a koja predstavlja koncentrirane izvore hranjivih tvari ili druge tvari prehrambenog ili fiziološkog učinka, pojedinačne ili u kombinaciji, na tržištu u doziranom obliku, to jest oblicima kao što su kapsule, pastile, tablete, pilule i slično, vrećice praha, ampule tekućine, bočice na kapaljku, te ostali slični oblici tekućine i praha smatraju se pripravci proizvedeni iz koncentriranih izvora hranjivih tvari (vitamini i minerali) ili drugih tvari s hranjivim ili fiziološkim učinkom Na tržište se stavljaju isključivo zapakirani i to pojedinačno ili u kombinaciji.
Označavanje, reklamiranje i prezentiranje dodataka prehrani mora biti takvo da:
- proizvodu ne pripisuje svojstva prevencije, terapije i liječenja bolesti ljudi ili upućuje na takva svojstva,
- ne sadrži navode koji upućuju da uravnotežena i raznolika prehrana ne može općenito pružiti primjerene količine hranjivih tvari.

Na sve dobrovoljne navode u komercijalnoj komunikaciji proizvoda prema krajnjem potrošaču koji se tumače kao prehrambena i zdravstvena tvrdnja primjenjuju se odredbe Uredbe (EZ) br. 1924/2006 Europskoga parlamenta i Vijeća od 20. prosinca 2006. o prehrambenim i zdravstvenim tvrdnjama.
Vitamini i minerali kao i kemijski oblici vitamina i minerala koji se mogu koristiti u proizvodnji dodataka prehrani propisani su u Uredbi Komisije (EZ) br. 1170/2009 od 30. studenoga 2009. o izmjeni Direktive 2002/46/EZ Europskog parlamenta i Vijeća i Uredbe (EZ) br. 1925/2006 Europskog parlamenta i Vijeća u odnosu na popise vitamina i minerala i njihovih oblika koji se mogu dodavati hrani, uključujući dodatke prehrani, Uredbi Komisije (EU) br. 1161/2011 od 14. studenoga 2011. o izmjeni Direktive 2002/46/EZ Europskog parlamenta i Vijeća, Uredbe (EZ) br. 1925/2006 Europskog parlamenta i Vijeća i Uredbe Komisije (EZ) br. 953/2009 u pogledu popisa mineralnih tvari koje se mogu dodavati hrani, Uredbi Komisije (EU) br. 119/2014 оd 7. veljače 2014. o izmjeni Direktive 2002/46/EZ Europskog parlamenta i Vijeća i Uredbe (EZ) br. 1925/2006 Europskog parlamenta i Vijeća u pogledu kromom obogaćenog kvasca koji se koristi za proizvodnju dodataka prehrani i kromovog (III) laktata trihidrata koji se dodaje hrani i Uredbi Komisije (EU) 2015/414 оd 12. ožujka 2015. o izmjeni Direktive 2002/46/EZ Europskog parlamenta i Vijeća u pogledu (6 S )-5-metiltetrahidrofolne kiseline, soli glukozamina koja se upotrebljava u proizvodnji dodataka prehrani.
Dodaci prehrani spadaju u jednu kategoriju prehrambenih proizvoda te se svi horizontalni (opći) propisi o hrani primjenjuju i na dodatke prehrani (npr. opće označavanje, prehrambeni aditivi, kontaminanti,  nova hrana,  prehrambene i zdravstvene tvrdnje…)
Sastav, označavanje i stavljanje na tržište dodataka prehrani u Republici Hrvatskoj regulirano je Zakonom o prehrambenim i zdravstvenim tvrdnjama te hrani obogaćenoj nutrijentima (Narodne novine br. 39/13 i 114/18), Pravilnikom o dodacima prehrani (Narodne novine br. 126/13 ), Pravilnikom o uvjetima za uvrštavanje u program monitoringa i provođenje programa monitoringa dodataka prehrani, hrane kojoj su dodani vitamini, minerali i druge tvari i hrane s prehrambenim i zdravstvenim tvrdnjama (Narodne novine br. 83/13) i Pravilnikom o tvarima koje se mogu dodavati hrani i koristiti u proizvodnji hrane te tvarima čije je korištenje u hrani zabranjeno ili ograničeno (Narodne novine br.160/13).
Pravilnikom o dodacima prehrani preuzete su odredbe Direktive 2002/46/EZ Europskog parlamenta i Vijeća od 10. lipnja 2002. o usklađivanju zakona država članica u odnosu na dodatke prehrani.